# 阿普里利亞
阿普里利亞是位於義大利中部拉齊奧大區拉蒂納省的一个市镇。阿普里利亞是這一地區人口第五多的城市，這一大區人口第十多的城市。阿普里利亞的海拔高度是80（262英尺）。
現在的阿普里利亞是因法西斯政權時期墨索里尼提出的土地復墾計劃而誕生。墨索里尼希望通過開墾大都市附近的荒地來解決就業問題，阿普里利亞就是因這一政策而出現的城市。